# Sanglier de l'île de Florès
Sus heureni
Espèce
Le Sanglier de l'île de Florès (Sus heureni) est une espèce de mammifères d'Asie du Sud de la famille des Suidés. On le trouve notamment sur l'île de Florès.

## Systématique
L'espèce Sus heureni a été décrite en 1987 par H. S. Hardjasasmita (d).
Cette espèce est considérée comme un synonyme de Sus celebensis sous le taxon Sus celebensis floresianus.

### Étymologie
Son épithète spécifique, heureni, lui a été donnée en l'honneur du Dr. Van Heuren.

### Publication originale
- (en) H. S. Hardjasasmita, « Taxonomy and phylogeny of the Suidae (Mammalia) in Indonesia », Scripta Geologica, Pays-Bas, vol. 85,‎ 1987, p. 1-68 (ISSN 0375-7587, e-ISSN 1876-2077, lire en ligne, consulté le 25 octobre 2024).